# Finale de la Coupe d'Asie des nations de football 2019
Cet article présente la finale de la Coupe d'Asie des Nations 2019 opposant le Japon au Qatar.

## Parcours des équipes
Note : dans les résultats ci-dessous, le score du finaliste est toujours donné en premier.
| Rang | Équipe       | Pts | J | G | N | P | Bp | Bc | Diff |
| ---- | ------------ | --- | - | - | - | - | -- | -- | ---- |
| 1    | Japon        | 9   | 3 | 3 | 0 | 0 | 6  | 3  | +3   |
| 2    | Ouzbékistan  | 6   | 3 | 2 | 0 | 1 | 7  | 3  | +4   |
| 3    | Oman         | 3   | 3 | 1 | 0 | 2 | 4  | 4  | 0    |
| 4    | Turkménistan | 0   | 3 | 0 | 0 | 3 | 3  | 10 | -7   |

| Rang | Équipe          | Pts | J | G | N | P | Bp | Bc | Diff |
| ---- | --------------- | --- | - | - | - | - | -- | -- | ---- |
| 1    | Qatar           | 9   | 3 | 3 | 0 | 0 | 9  | 0  | +9   |
| 2    | Arabie saoudite | 6   | 3 | 2 | 0 | 1 | 6  | 2  | +4   |
| 3    | Liban           | 3   | 3 | 1 | 0 | 2 | 4  | 5  | -1   |
| 4    | Corée du Nord   | 0   | 3 | 0 | 0 | 3 | 1  | 14 | -13  |

## Japon - Qatar
| 1er février 2019 | Japon                 | 1 - 3   | Qatar                                                    | Stade Cheikh Zayed, Abou Dabi                    |                                                  |
| 18:00 GST        | ( Osako) Minamino 69e | (0 - 2) | 12e A. Ali (Afif ) · 27e Hatem (Afif ) · 83e (pen.) Afif | Spectateurs : 36 776 Arbitrage : Ravchan Irmatov | Spectateurs : 36 776 Arbitrage : Ravchan Irmatov |
| 18:00 GST        |                       |         |                                                          | Spectateurs : 36 776 Arbitrage : Ravchan Irmatov | Spectateurs : 36 776 Arbitrage : Ravchan Irmatov |

| Japon | Qatar |

| GK              | 12 | Shūichi Gonda     |     |     |
| RB              | 19 | Hiroki Sakai      | 86e |     |
| CB              | 16 | Takehiro Tomiyasu |     |     |
| CB              | 22 | Maya Yoshida (c)  | 82e |     |
| LB              | 5  | Yuto Nagatomo     |     |     |
| RM              | 8  | Genki Haraguchi   |     | 62e |
| CM              | 7  | Gaku Shibasaki    |     |     |
| CM              | 18 | Tsukasa Shiotani  |     | 85e |
| LM              | 21 | Ritsu Doan        |     |     |
| CF              | 15 | Yuya Osako        |     |     |
| CF              | 9  | Takumi Minamino   |     | 89e |
| Remplaçants :   |    |                   |     |     |
| RM              | 13 | Yoshinori Muto    |     | 62e |
| CM              | 14 | Junya Ito         |     | 85e |
| CF              | 10 | Takashi Inui      |     | 89e |
| Sélectionneur : |    |                   |     |     |
| Hajime Moriyasu |    |                   |     |     |

| GK              | 1  | Saad Al Sheeb        |       |       |
| RB              | 2  | Pedro Correira       | 90+3e |       |
| CB              | 16 | Boualem Khoukhi      |       | 61e   |
| CB              | 4  | Tarek Salman         |       |       |
| LB              | 3  | Abdelkarim Hassan    |       |       |
| CM              | 23 | Assim Madibo         |       |       |
| CM              | 6  | Abdulaziz Hatem      |       |       |
| RW              | 15 | Bassam Al-Rawi       |       |       |
| AM              | 10 | Hassan Al Haidos (c) |       | 74e   |
| LW              | 11 | Akram Afif           | 84e   |       |
| CF              | 19 | Almoez Ali           |       | 90+5e |
| Remplaçants :   |    |                      |       |       |
| CB              | 14 | Salem Al-Hajri       |       | 61e   |
| AM              | 12 | Karim Boudiaf        |       | 74e   |
| CF              | 7  | Ahmed Alaaeldin      |       | 90+5e |
| Sélectionneur : |    |                      |       |       |
| Félix Sánchez   |    |                      |       |       |

| Arbitres assistants: Abdoukhamidoullo Rassoulov (Ouzbékistan) Jakhongir Saïdov (Ouzbékistan) Quatrième officiel: Ma Ning (Chine RP) Video assistant referee: Paolo Valeri (Italie) Assistant VAR : Muhammad Taqi (Singapour) Chris Beath (Australie) | Règles du Match - 90 minutes. - 30 minutes de prolongation si nécessaire. - Tirs au but si les scores sont toujours égaux. - Maximum de trois remplaçants, avec une quatrième autorisée en prolongation. |

## Déroulement du match
Après moins d'un tiers du match, Shūichi Gonda a déjà encaissé 2 buts. Avec seulement 10 sélection il était titulaire, les 2 autres gardiens de but sélectionnés ayant 3 et 1 sélection.